# Résolution du golfe du Tonkin
 (juillet 2010).
Si vous disposez d'ouvrages ou d'articles de référence ou si vous connaissez des sites web de qualité traitant du thème abordé ici, merci de compléter l'article en donnant les références utiles à sa vérifiabilité et en les liant à la section « Notes et références ».
La résolution du golfe du Tonkin est un texte soumis par l'administration Johnson et voté par le Congrès américain, visant à accroître drastiquement l'intervention de l'armée Américaine dans la Guerre du Viêt Nam.
Entre le 2 août et le 4 août 1964, la Maison-Blanche déclare que deux destroyers américains, le USS Maddox et le USS Turner Joy, qui se sont aventurés dans les eaux territoriales du Nord-Viêt Nam, ont essuyé des tirs de la part des Nord-Vietnamiens. Le Nord-Viêt Nam a attaqué illégalement la marine américaine le 2 août, cependant la deuxième attaque du 4 août a été orchestrée par les États-Unis pour exagérer l’incident. Il est établi aujourd'hui que les incidents du golfe du Tonkin ont été instrumentalisés pour permettre une escalade de l'intervention américaine dans le conflit vietnamien. Les « Pentagon Papers » ont révélé que le texte de la résolution a été rédigé par l'administration Johnson plusieurs mois avant que lesdits « incidents » aient lieu.
Ces « incidents » ont donc fourni au président Johnson, successeur de Kennedy à la mort de ce dernier, le prétexte pour faire voter le texte de la résolution par le Congrès américain, qui donne au président le pouvoir de déclarer la guerre sans avoir à demander au préalable, comme l'exige la constitution, la permission du congrès. La Cour suprême, gardienne du respect de cette constitution, refusa de décréter l'anticonstitutionalité de la guerre malgré les pétitions qui lui étaient adressées. Le président lance dès le 4 août les premiers raids américains sur les positions du Front national de libération du Sud Viêt Nam (FNL, ou Việt Cộng) au Sud-Viêt Nam et, le 7 août, il obtient du Congrès les pleins pouvoirs militaires pour attaquer la république démocratique du Viêt Nam. « On august 7, both houses of Congress, in a rush of patriotism, passed the Tonkin Gulf Resolution, giving president Johnson the authority to take all necessary measures to prevent further aggression. When the Johnson administration was sending large American military forces to Vietnam in later years, it sometimes cited this resolution as giving him the authority to do so. » (Le 7 août les deux instances suprêmes, dans un élan de patriotisme, acceptèrent la résolution du golfe du Tonkin, donnant au président Johnson le pouvoir de prendre toutes les mesures nécessaires pour faire face aux agressions futures. Quand l'administration Johnson a envoyé par la suite d'abondantes forces américaines au Viêt Nam, elle s'est parfois réclamée de cette résolution qui lui en donnait le pouvoir)

## Le contexte politique
Le 22 novembre 1963, trois semaines après l'assassinat de Ngô Đình Diệm à Saïgon, le président John F. Kennedy est assassiné à son tour. En moins d'un mois, deux acteurs clés du conflit armé au Viêt Nam disparaissent ainsi à un moment critique.
Le vice-président Lyndon Baines Johnson, successeur de Kennedy, a choisi la politique du soutien à Saïgon. Dès le 24 novembre 1963, celui-ci fut confirmé par le Mémorandum 273[réf. nécessaire].
Dans la république du Viêt Nam, appelée « Sud-Viêt Nam », la junte militaire, qui avait renversé Diêm, était dirigée par le général Duong Van Minh, dit « Big Minh » de par sa corpulence. Elle a éliminé les partisans de Diêm du système politique et a remplacé 35 des 44 gouverneurs de province. Les luttes de factions ont réapparu et les nouveaux représentants politiques, aussi bien que les rares anciens maintenus en place, n’ont pu que se montrer prudents et attentistes.
Les dirigeants de la république démocratique du Viêt Nam à Hanoï, désireux d'exploiter les faiblesses de Saïgon, ont pris l’option de renforcer leur aide au Viet Cong qui contrôlait alors d'importantes zones au sud et à l'ouest de Saïgon. Le 30 janvier 1964, un nouveau coup d'État survint au Sud-Viêt Nam. Minh est resté le chef officiel mais le pouvoir réel passa aux mains du général Nguyên Khanh, dans la valse de généraux. À la tête du gouvernement de la république du Viêt Nam à Saïgon créée par Diem.
Durant le reste de l'année 1964, cinq autres coups d'État, ou tentatives de coup d’État, se sont déroulés à Saïgon et sept gouvernements se sont succédé, dans une caricature de « république bananière »[réf. nécessaire]. Les États-Unis ont commencé à dresser des plans d'intervention en cas d'effondrement du pays et ont envisagé le bombardement de cibles stratégiques au nord du Viêt Nam afin de contraindre Hanoï à retirer son soutien au Viet Cong.
À cette même époque, des détachements armés de la CIA, en coopération avec l'Armée nationale de la république du Viêt Nam, ont effectué des opérations de commando contre des objectifs côtiers au nord du Viêt Nam (opération Plan 34 A). Dans le même contexte, des navires américains furent envoyés dans les eaux territoriales du Viêt Nam du Nord, dans le golfe du Tonkin (opération De Soto (en)), en observation, reconnaissance et soutien. L’incident, en lui-même, a été une défense côtière des garde-côtes de l’Armée populaire vietnamienne contre ces raids de la CIA. Le 30 juillet, des agents de la CIA opérèrent une mission clandestine contre des objectifs situés sur les îles de Hon Mé et Hon Ngu. Les dégâts qu'ils ont occasionnés furent limités mais Hanoï entendit riposter durement. Des patrouilleurs du Nord-Viêt Nam furent envoyés au large des îles afin d'éviter toute nouvelle intervention des États-Unis.
À Washington, Johnson a confirmé les opérations « De Soto » et le destroyer USS Turner Joy a rejoint le Maddox pour une nouvelle patrouille dans le même secteur. Dans la soirée du 4 août, les marins américains signalent une nouvelle attaque ; selon leur rapport, un combat de quatre heures a été mené au cours duquel 22 torpilles ont été tirées contre les navires américains et à l'issue duquel trois navires adverses ont été touchés[réf. nécessaire]. La réalité de ce second incident reste des plus controversées. Aucune preuve matérielle ne fut découverte : ni corps, ni débris ou épaves, ni impacts sur les navires américains ; l'« accrochage » s'était d'ailleurs déroulé lors d'une nuit sans lune et avec des orages dans le secteur. La version qui a été longtemps avancée des incidents du golfe est que la désinformation aurait été due à un simple problème de communications[réf. nécessaire]. C'est en 2001 seulement qu'un historien de la National Security Agency, Robert Hanyok, a établi que ces communications avaient été délibérément falsifiées[réf. nécessaire]. Mais ce rapport interne n'a pas été rendu public, jusqu'à ce qu'un article du New York Times du 31 octobre 2006 en révèle la teneur.
En résumé, ces incidents du golfe du Tonkin se sont avérés être la fabrication d’un prétexte pour étendre les combats au nord du Viêt Nam par une guerre aérienne.

## Texte complet de la résolution
« Joint Resolution of Congress
H.J. RES 1145

August 7, 1964

Resolved by the Senate and House of Representatives of the United States of America in Congress assembled,
That the Congress approves and supports the determination of the President, as Commander in Chief, to take all necessary measures to repel any armed attack against the forces of the United States and to prevent further aggression.
Section 2. The United States regards as vital to its national interest and to world peace the maintenance of international peace and security in southeast Asia. Consonant with the Constitution of the United States and the Charter of the United Nations and in accordance with its obligations under the Southeast Asia Collective Defense Treaty, the United States is, therefore, prepared, as the President determines, to take all necessary steps, including the use of armed force, to assist any member or protocol state of the Southeast Asia Collective Defense Treaty requesting assistance in defense of its freedom.
Section 3. This resolution shall expire when the President shall determine that the peace and security of the area is reasonably assured by international conditions created by action of the United Nations or otherwise, except that it may be terminated earlier by concurrent resolution of the Congress. »

## L’escalade
Plus important encore fut l'appel du président Johnson au Congrès pour obtenir l'approbation de ses mesures et donner la légitimité d’une base juridique qui manquait jusqu’alors. Le 7 août, le Sénat américain, enthousiaste, adopta la résolution sur le golfe du Tonkin qui fut confirmée le lendemain par la Chambre des représentants. Johnson se vit accorder carte blanche pour accroître l'engagement américain au Viêt Nam.
Les engagements américains n'ont contribué aucunement à une stabilisation politique du Sud-Viêt Nam. Le 16 août 1964, Khanh tenta de faire adopter une nouvelle constitution lui attribuant les pleins pouvoirs. De nombreuses manifestations en découlèrent et une nouvelle tentative de coup d'État eut lieu. De manière générale, l'agitation se poursuivit jusqu'en octobre.
Rapidement les combattants du FNL se sont attaqués aux Américains présents au sud du Viêt Nam. Auparavant, ils se sont attaqués principalement aux militaires et fonctionnaires de Saïgon pour ne pas étendre le conflit armé, puisque le FNL eût été constitué en opposition au gouvernement de Saïgon. Le 31 octobre 1964, au moment où les Américains se rendaient aux urnes dans le cadre de l'élection présidentielle, quatre Américains furent tués à Biên Hoa, la grande base aérienne militaire américaine en banlieue de Saïgon.
Le 3 novembre, Johnson remporta aisément les élections avec plus de 60 % des voix. Le 24 décembre, une bombe explosa à l'hôtel « Brink » de Saïgon où étaient hébergés des officiers américains célibataires. Deux personnes furent tuées et plus d'une centaine blessées. Le 6 février 1965, 300 combattants du FNL ont attaqué le « camp Holloway », à Pleiku, provoquant la mort de huit Américains.
Johnson ordonna de nouveaux bombardements de représailles sur le Nord (opération Flaming Dart (en)) et a autorisé le déploiement de missiles sol-air à Da Nang (ex-Tourane où s’est déjà présentée en 1845 la frégate américaine USS Constitution à l’époque de la « politique des canonnières »), une base militaire particulièrement proche de la frontière, constituée la ligne de démarcation militaire provisoire du 17e parallèle.
Le 10 février 1965, le FNL a attaqué Quy Nhơn et provoqué la mort de 21 Américains. Johnson franchit une nouvelle étape le 13 du même mois en ordonnant des raids aériens plus étendus sur tout le Nord (opération Rolling Thunder). À cause de mauvaises conditions météorologiques, Rolling Thunder ne fut déclenchée que le 2 mars et a constitué la plus grande bataille aérienne depuis la fin de la Seconde Guerre mondiale.

## Conséquences
Les opérations aériennes ont amené rapidement la nécessité de résoudre un autre problème, celui de la protection des bases aériennes américaines au sud. Le 7 mars 1965, le président Johnson a ordonné le déploiement terrestre de Marines en vue de protéger la base de Da Nang. Cette décision, qui signifiait le début de l'envoi massif de troupes terrestres et leur logistique au Viêt Nam, jusqu’à 500 000 militaires par rotation (« tour of duty ») d'un an à chaque séjour), dont trois combattants sur dix dans la lourde logistique, allait avoir des conséquences irrémédiables.[réf. nécessaire]